# Bronchodilatatie
Bij bronchodilatatie verwijden de luchtwegen zich omdat de gladde spieren die zich eromheen bevinden ontspannen. Er kan zo meer lucht in de longen komen, zodat een sterkere gaswisseling mogelijk is. Bronchodilatatie vindt onder normale omstandigheden plaats bij inspanning, omdat het lichaam dan een groter behoefte aan zuurstof heeft om energie op te kunnen wekken.
Middelen die bronchodilatatie geven worden bronchodilatatoren genoemd.

## Mechanisme
Bronchodilatatie wordt veroorzaakt door binding van circulerend (nor)adrenaline op β-adrenerge receptoren van gladde spiercellen. In reactie daarop, ontspannen de spieren en verwijden zij hiermee de luchtwegen. Er is geen orthosympathische innervatie van deze gladde spiercellen.